# Trilha Stampede

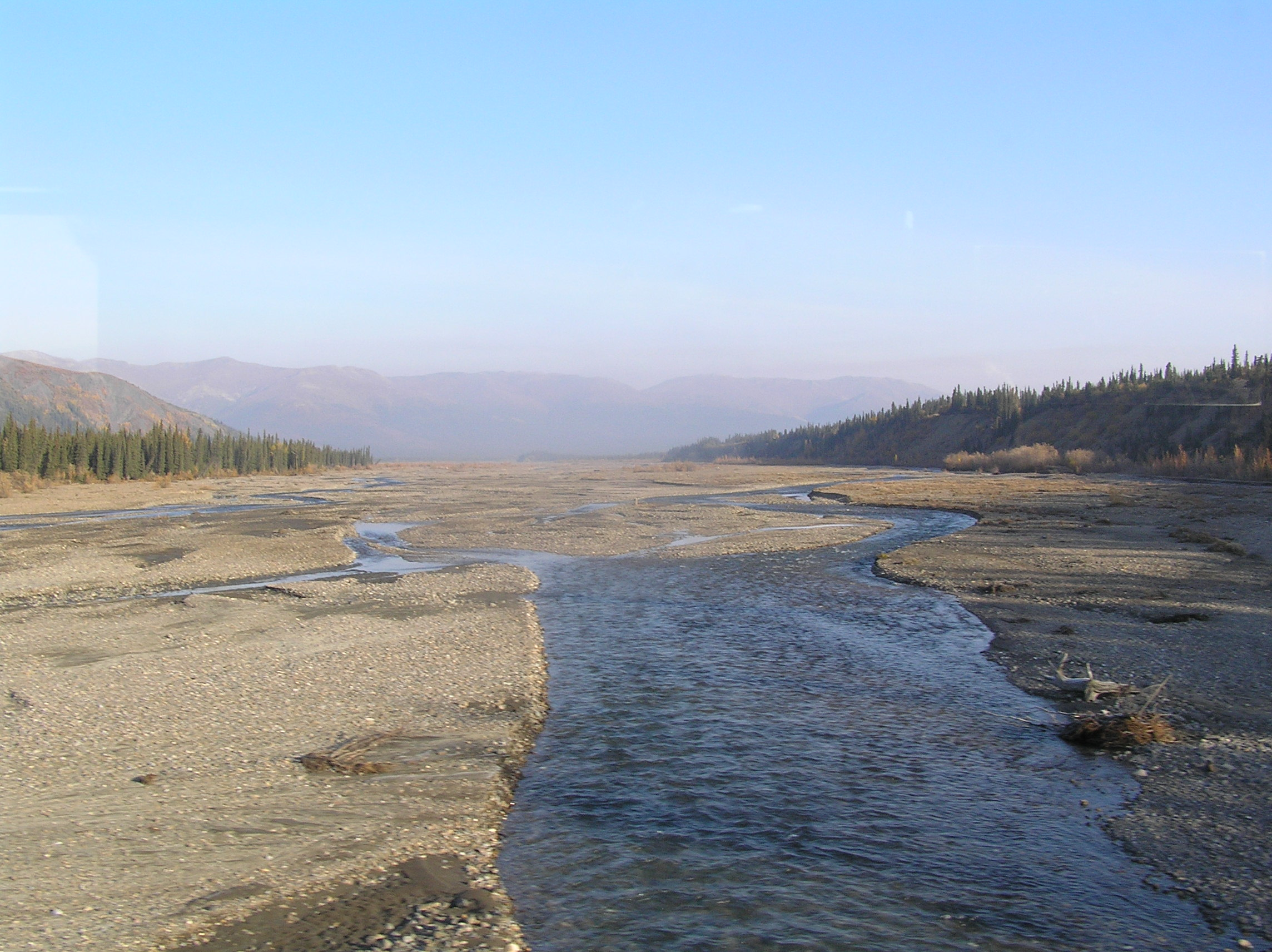
O rio Teklanika, parte do Stampede Trail, e que passa perto do local onde o ônibus 142 estava.

A Trilha Stampede (Stampede Trail em inglês) é uma estrada e trilha localizada no Distrito de Denali, no estado americano do Alasca, que foi inicialmente usada por um mineiro com o nome de Earl Pilgrim na década de 1930. Isso levou a concessões de antimônio, localizadas a 60 km de Healy.
A pista ficou famosa em 1992 com a morte de Christopher McCandless, que viveu nos destroços de um ônibus K-5 da International Harvester de 1946 estacionado em uma parte próxima ao parque e reserva nacional de Denali, depois a publicação do livro Into the Wild, de Jon Krakauer, e especialmente do lançamento do filme Into the Wild, que conta sua aventura.
Em 1961, a pista foi reformada como parte do Programa de Estradas Pioneiras do Alasca, mas a reforma foi interrompida após a construção de 50 km de estrada. O ônibus, que era então um abrigo para caçadores e guardas florestais, serviu de alojamento básico para os trabalhadores da empresa Yukan responsáveis pela execução das obras rodoviárias. Desde então, a pista tem sido usada no verão por caminhantes, motos ou ciclistas de montanha.
Todos os anos, desde 2007, várias operações de busca e salvamento foram organizadas e vários caminhantes morreram. Por esses motivos, o ônibus foi finalmente enviado de helicóptero em 18 de junho de 2020, de seu local de origem até Healy, para ser armazenado em um local seguro, e deverá ser exposto ao público..